# 黎曼流形
黎曼流形（Riemannian manifold）是一個微分流形，其中每點p的切空間都定義了點積，而且其數值隨p平滑地改變。它容許我們定義弧線長度、角度、面積、體積、曲率、函數梯度及向量域的散度。
每個Rn的平滑子流形可以导出黎曼度量：把Rn的點積都限制於切空間內。實際上，根据纳什嵌入定理，所有黎曼流形都可以這樣产生。
我們可以定義黎曼流形為和Rn的平滑子流形是等距同构的度量空間，等距是指其内蕴度量（intrinsic metric）和上述从Rn导出的度量是相同的。这對建立黎曼幾何是很有用的。
黎曼流形可以定义为平滑流形，其中给出了一个切丛的正定二次形的光滑截面。它可產生度量空間：
如果γ : [a, b] → M是黎曼流形M中一段連續可微分的弧線，我們可以定義它的長度L（γ）為
{\displaystyle L(\gamma )=\int _{a}^{b}\|\gamma '(t)\|\;dt}
（注意：γ'（t）是切空間M在γ（t）點的元素；||·||是切空間的內積所得出的範數。）
使用这个长度的定义，每个连通的黎曼流形M很自然的成为一个度量空間（甚至是長度度量空間）：在x與y兩點之間的距離d（x, y）定義為：
d(x,y) = inf{ L(γ) : γ是连接x和y的一条光滑曲线}。
虽然黎曼流形通常是弯曲的，“直線”的概念依然存在：那就是測地線。
在黎曼流形中，測地線完备的概念，和拓撲完备及度量完备是等价的：每个完备性都可以推出其他的完备性，这就是Hopf-Rinow定理的内容。

## 參看
- 黎曼幾何
- 芬斯勒流形
- 黎曼子流形
- 假黎曼流形